# Jardín Real (Praga)
El Jardín Real está situado en la zona del Castillo de Praga en Praga, República Checa al norte del Castillo. Fue fundado por el emperador del Sacro Imperio Romano Germánico, Fernando I en el siglo XVI. En el jardín se pueden ver muchos árboles del origen extranjero. Hay también varios edificios de estilo renacencista.
En 1999 la arquitecta Eva Jiřičná realizó un invernadero de acero y cristal en los jardines, una adición contemporánea a un conjunto único de edificios patrimoniales.

## Galería

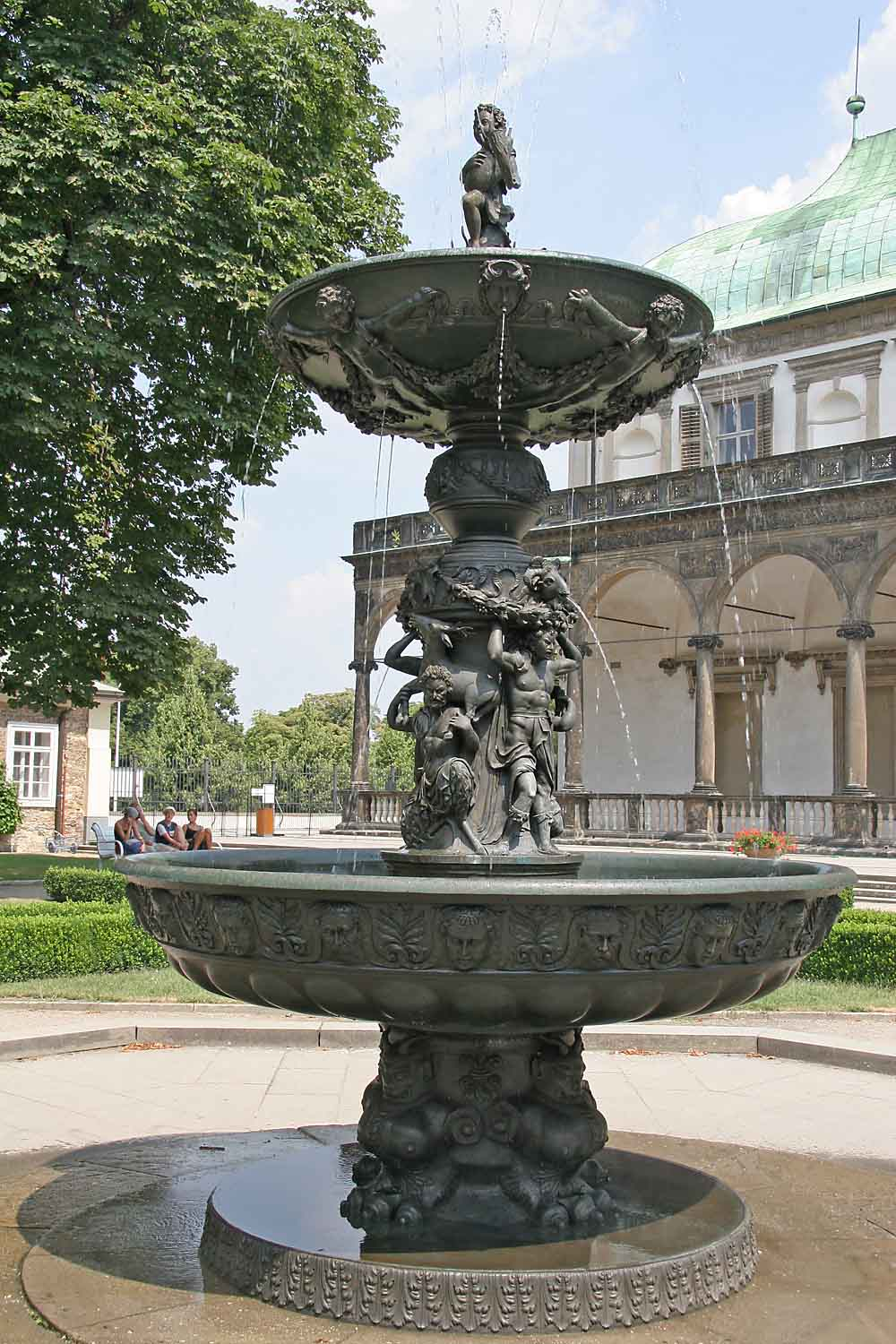
Fuente
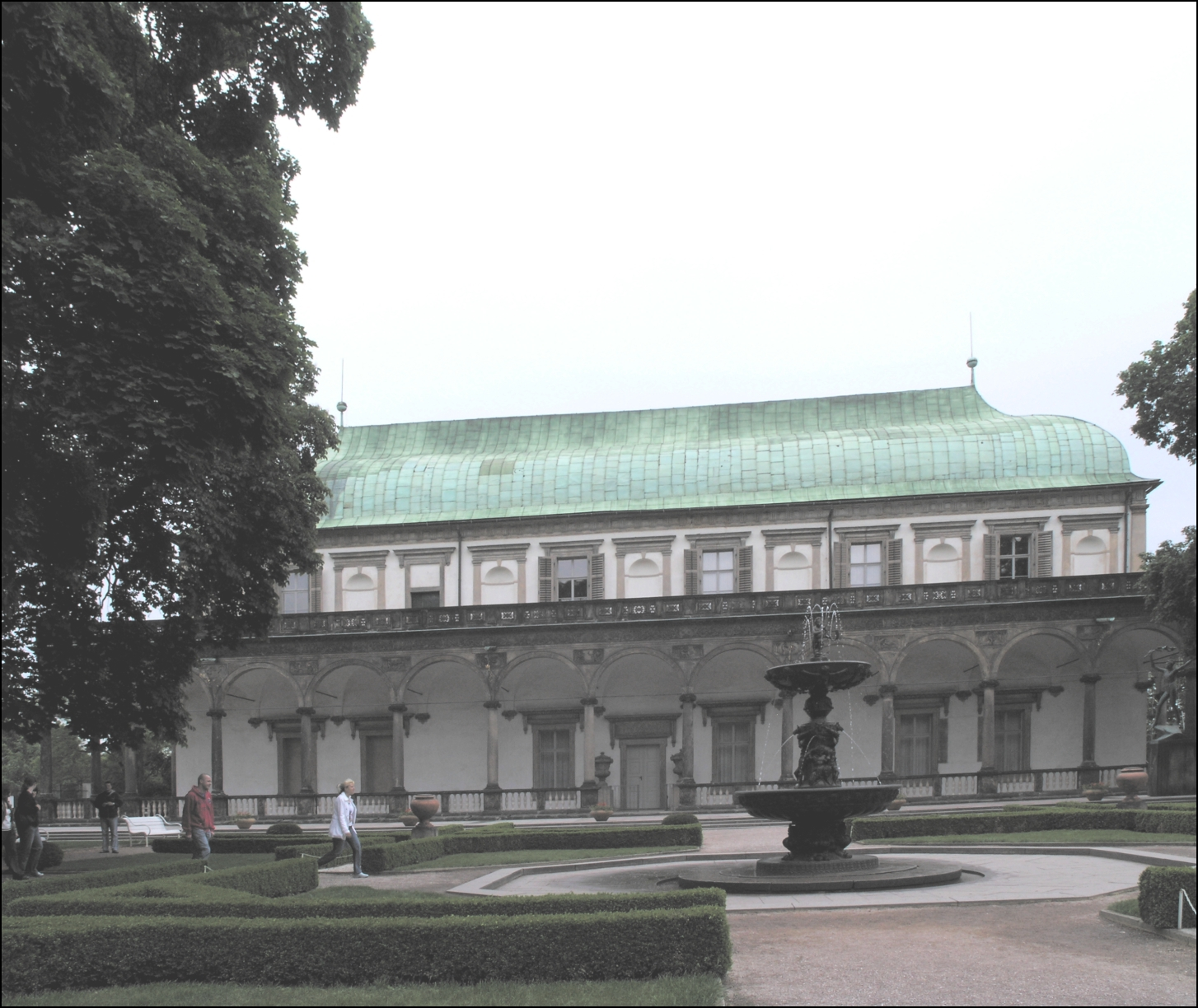
Palacio de verano de la Reina Ana
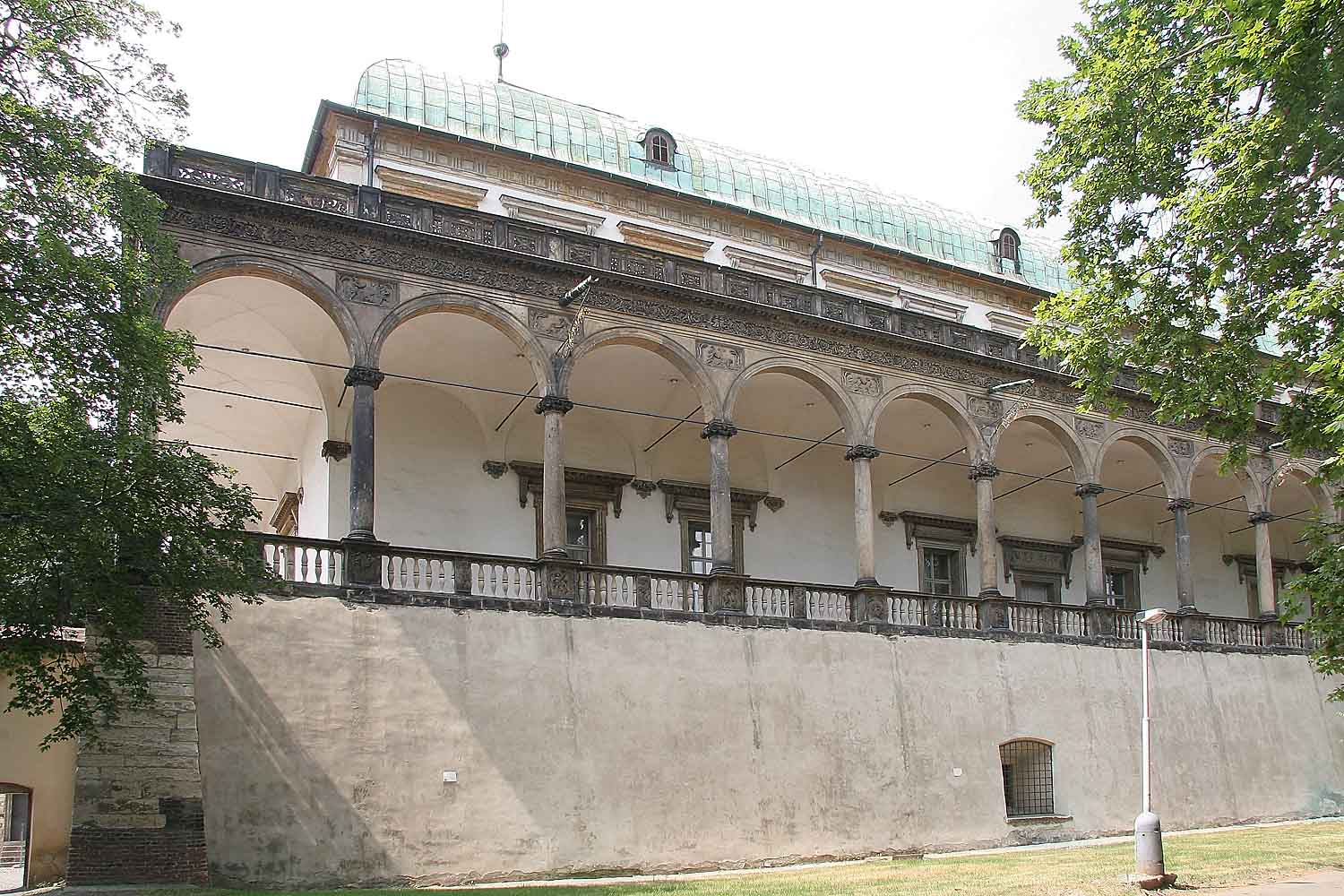
Palacio de verano de la Reina Ana
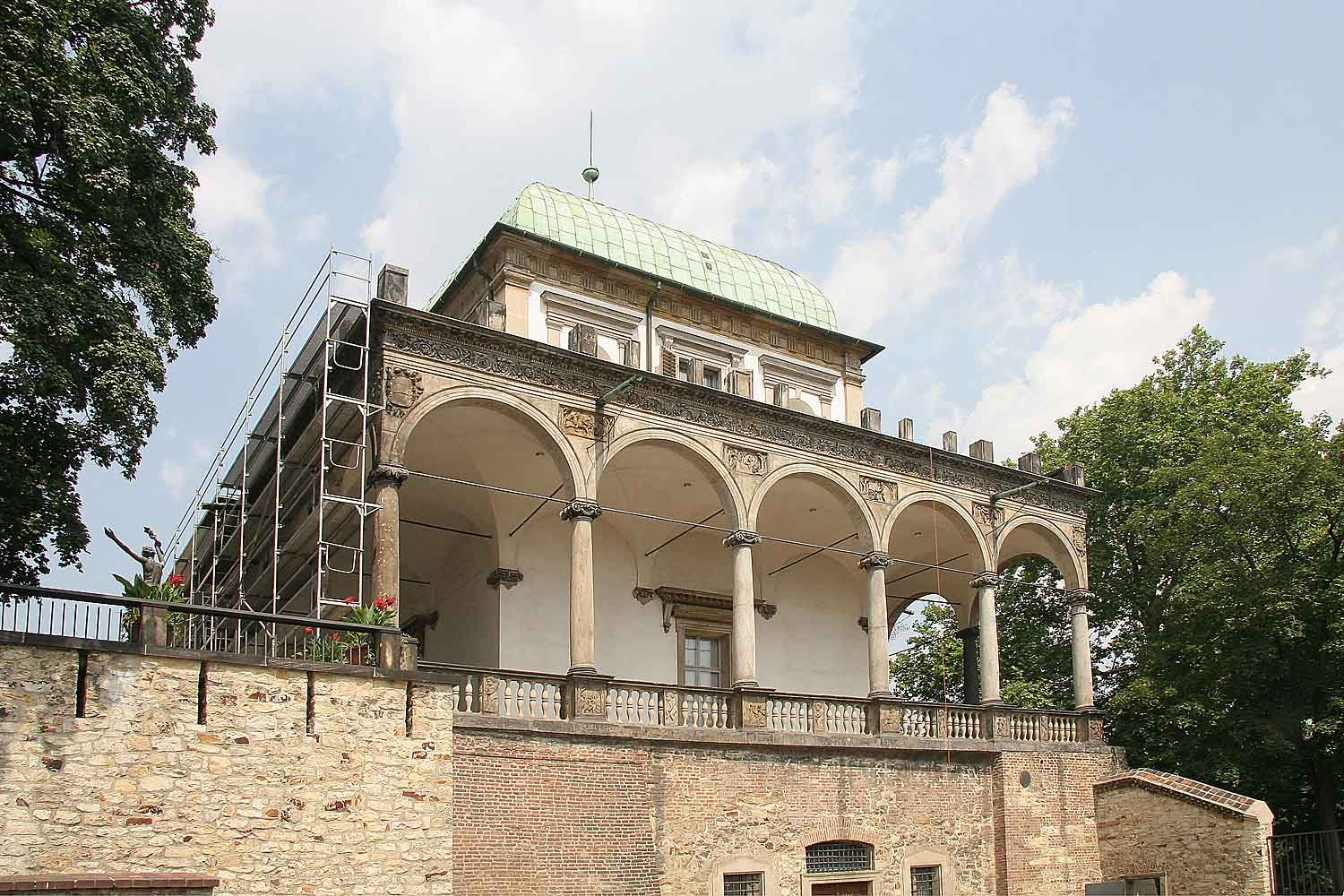
Palacio de verano de la Reina Ana
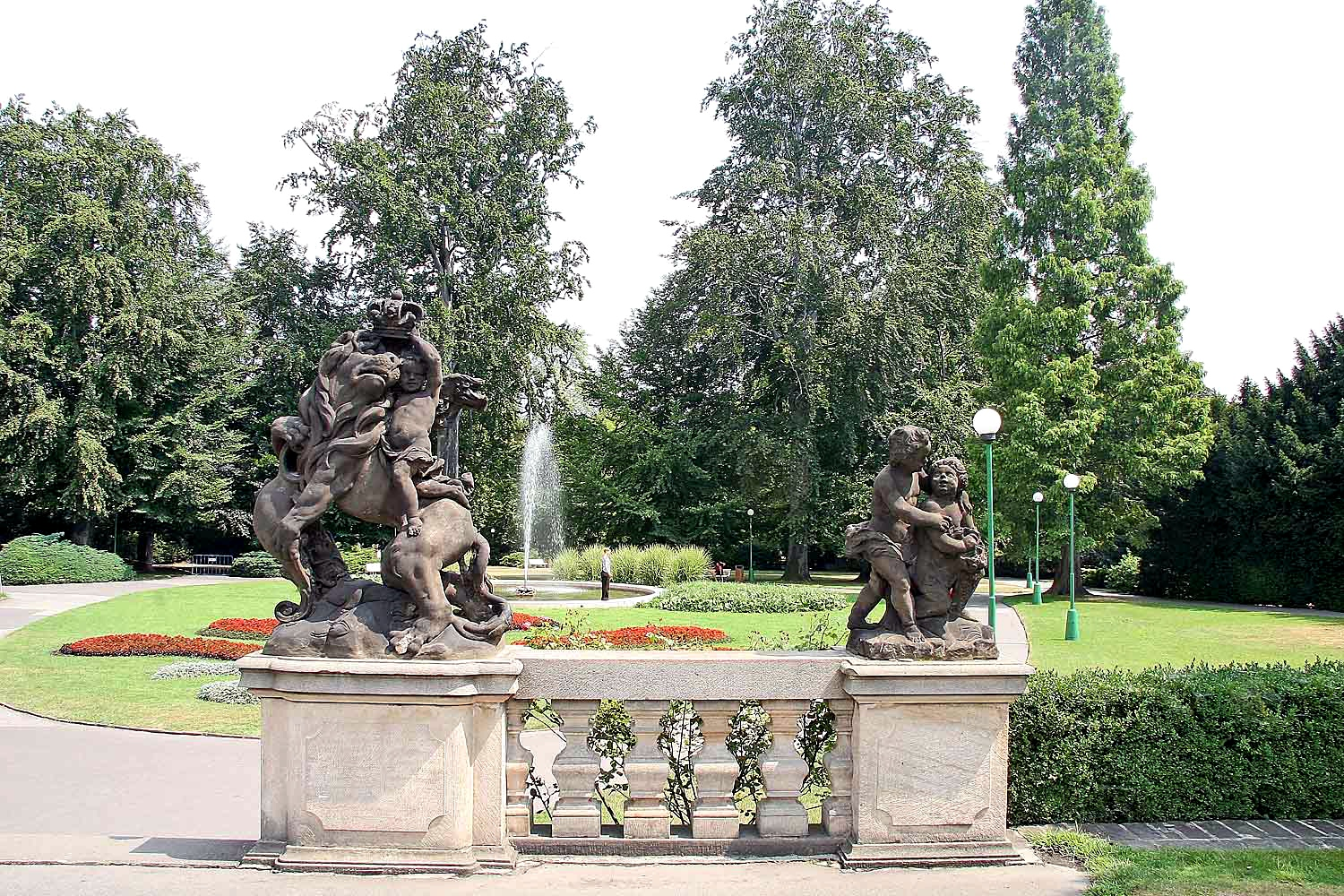
Jardin real
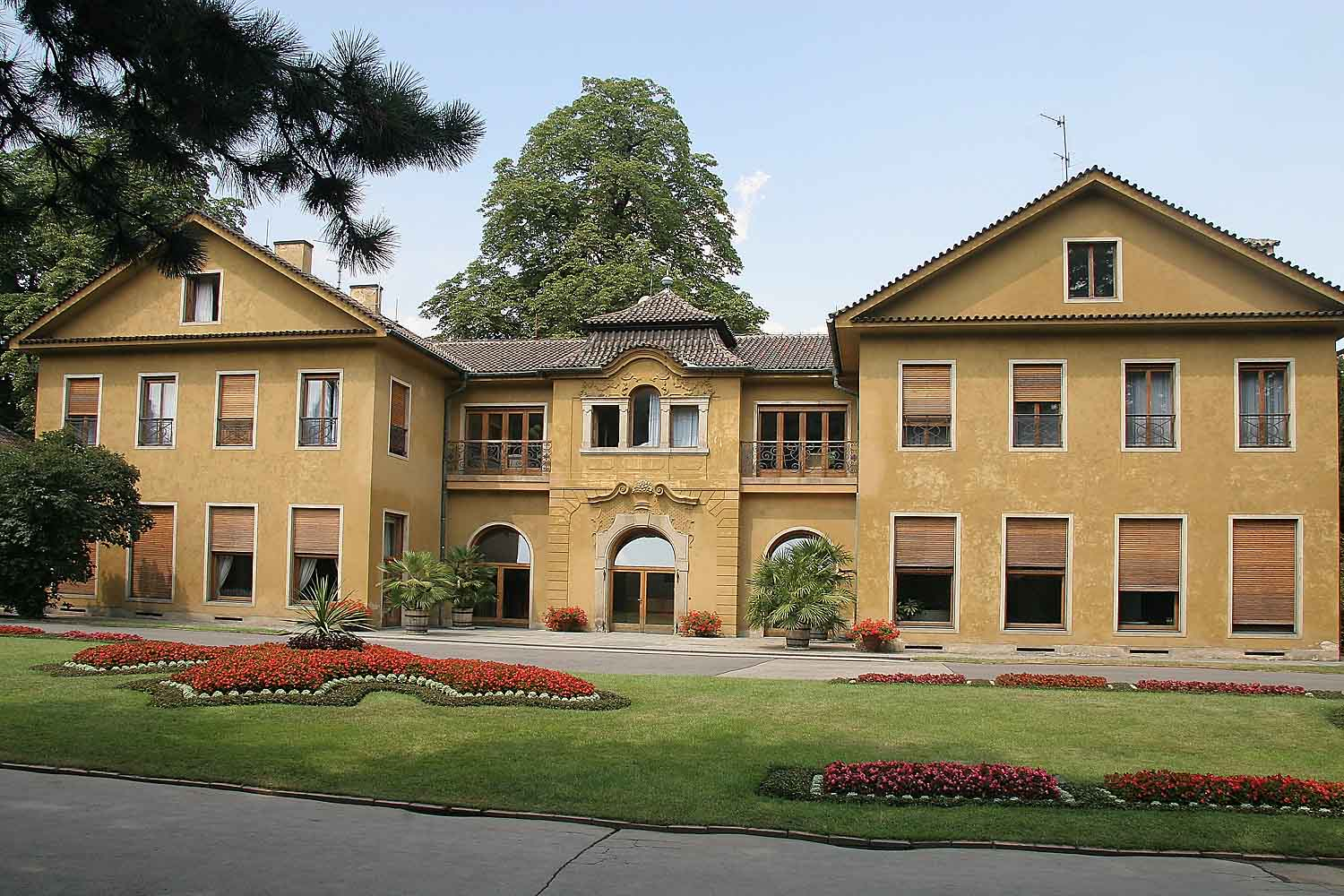
Casa del presidente
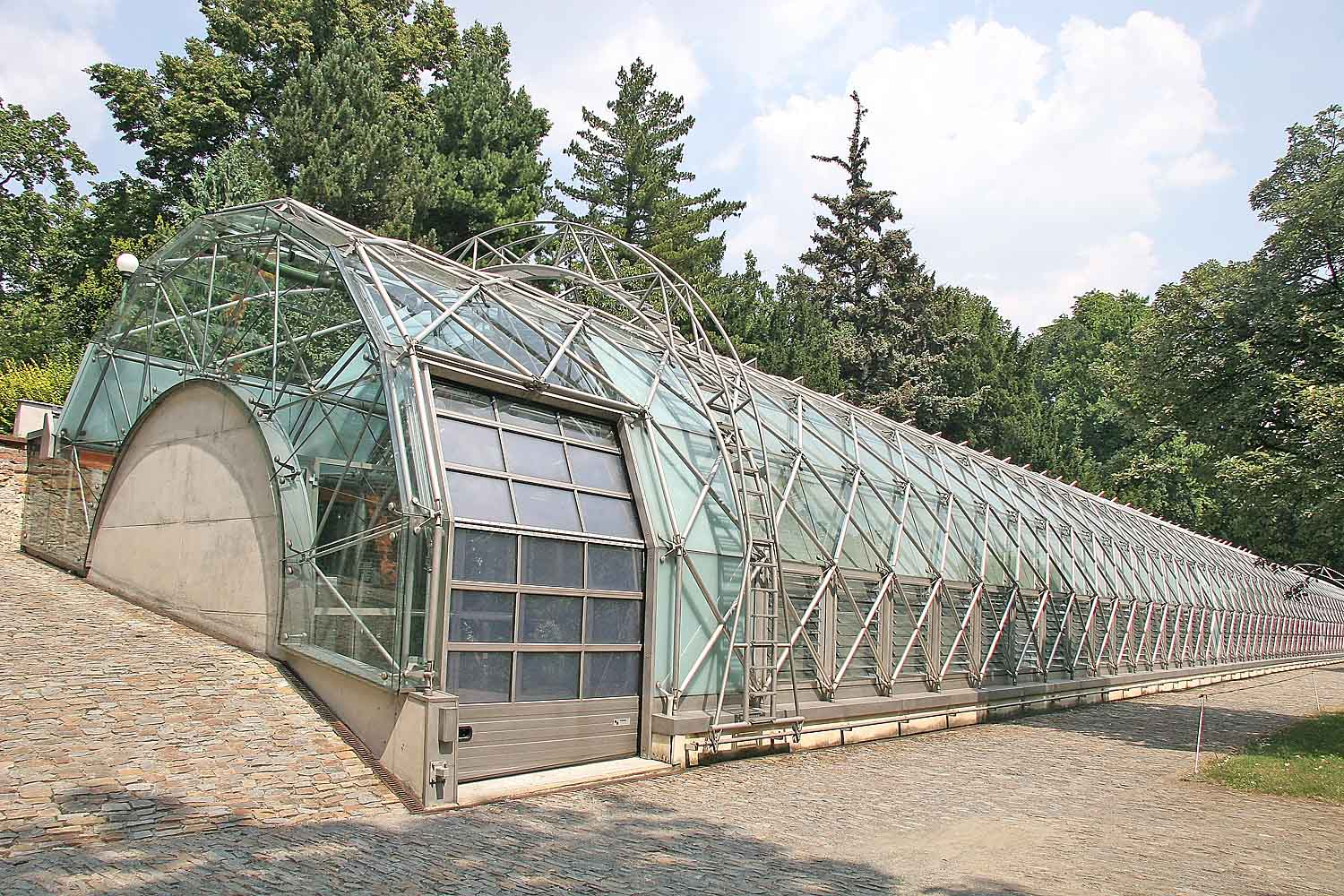
Invernadero, de la arquitecta Eva Jiřičná, en el Jardín Real.
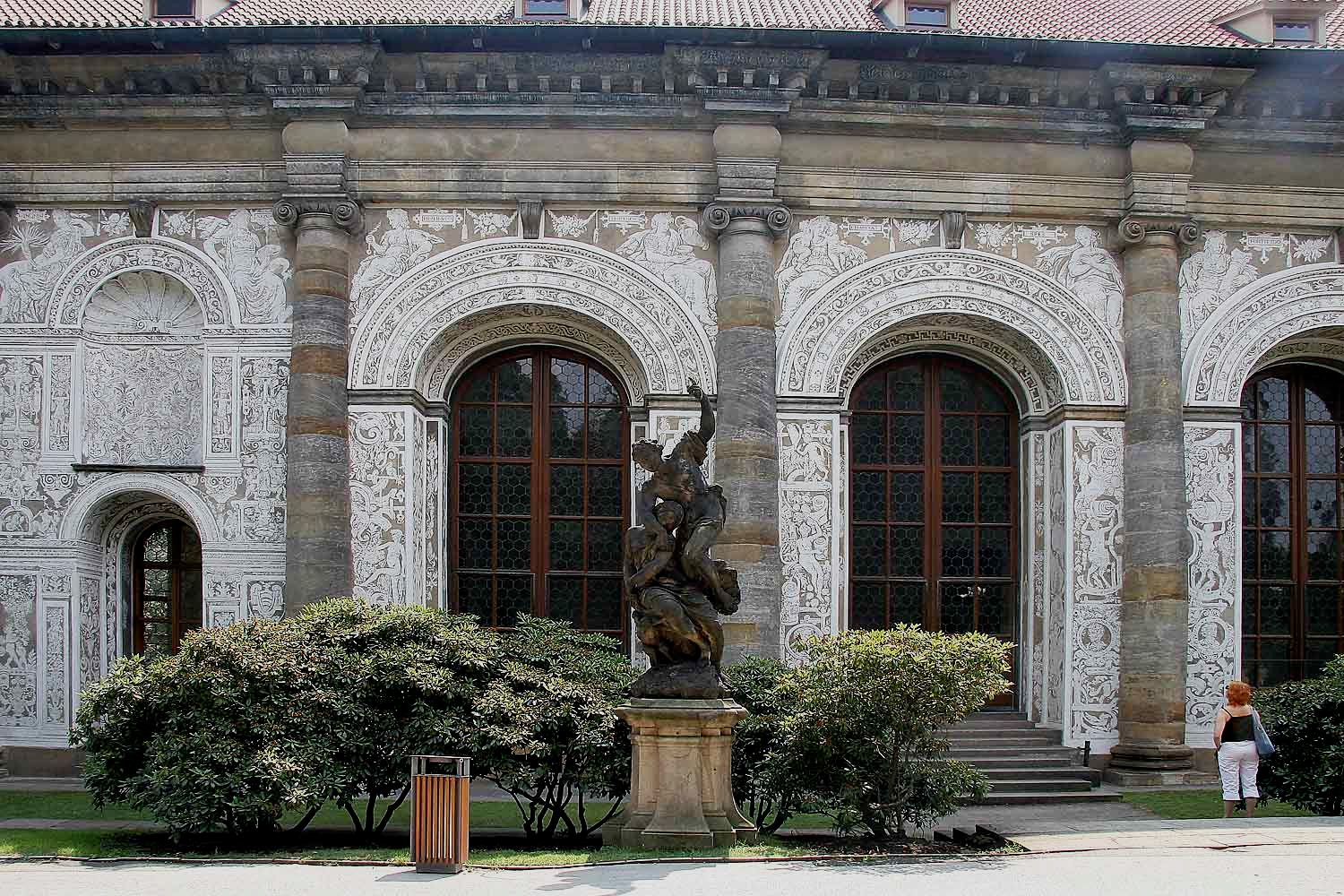
Maison du jeu de paume
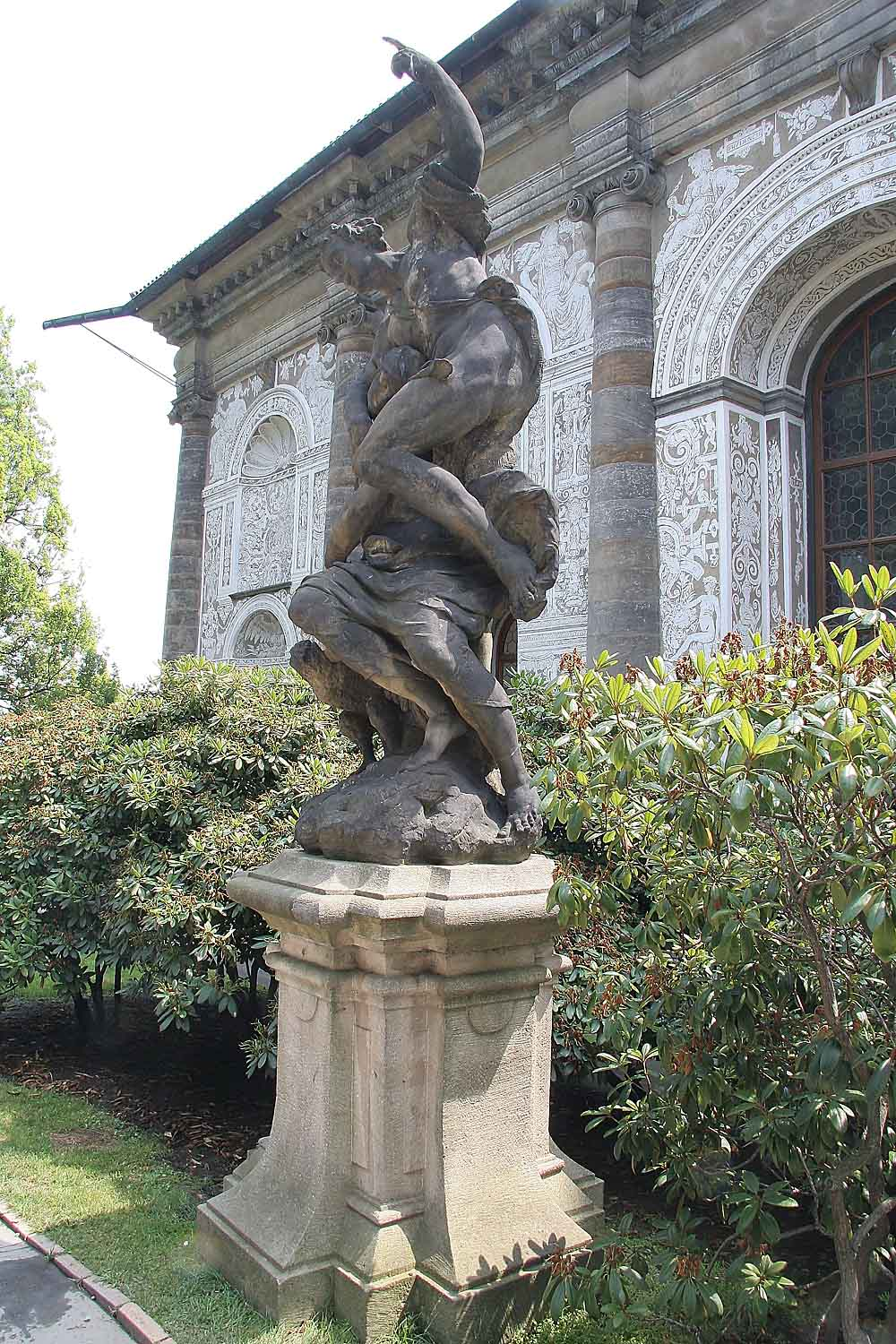
'Alegoría de la noche - escultura barroca de M. B. Braun